# Eburodacrys translucida
Eburodacrys translucida es una especie de escarabajo longicornio del género Eburodacrys, tribu Eburiini, subfamilia Cerambycinae. Fue descrita científicamente por Galileo & Martins en 2010.

## Descripción
Mide 15,8 milímetros de longitud.

## Distribución
Se distribuye por Brasil.